# Ludwig von Ompteda (Offizier)

Freiherr von Ompteda

Ludwig Freiherr von Ompteda (* 10. Januar 1855 in Lüneburg; † 15. Januar 1915 in Challerange bei Vouziers) war ein preußischer Generalleutnant, zuletzt Kommandeur der 42. Reserve-Infanterie-Brigade im Ersten Weltkrieg.

## Leben

### Herkunft
Ompteda war Sohn eines Majors und Flügeladjutanten von Ernst August I. Als Vorbild sah er seinen Vorfahren Christian Friedrich Wilhelm von Ompteda, der in der Schlacht bei Waterloo gefallen war.

### Laufbahn
Am 23. April 1874 wurde Ompteda als Sekondleutnant zum 1. Thüringischen Infanterie-Regiment Nr. 31 nach Altona überwiesen. Ab 1876 war er Adjutant dessen I. Bataillons, bevor er von 1881 bis 1884 zur Kriegsakademie nach Berlin abkommandiert wurde. Während jener Zeit wurde er am 13. Dezember 1883 zum Premierleutnant befördert. In den Jahren 1886 bis 1888 war er Regimentsadjutant und wurde anschließend zum Großen Generalstab kommandiert. Unter der Beförderung zum Hauptmann wurde er zum Kompaniechef im Großherzoglich Mecklenburgischen Grenadier-Regiments Nr. 89 in Schwerin ernannt. Als Major ging Ompteda 1896 zum Grenadier-Regiment „König Friedrich Wilhelm II.“ (1. Schlesisches) Nr. 10 nach Breslau und wurde drei Jahre darauf zum Kommandeur des II. Bataillons im 7. Thüringischen Infanterie-Regiment Nr. 96 in Gera ernannt. 1902 wurde er als Oberstleutnant zum Infanterie-Regiment „von der Goltz“ (7. Pommersches) Nr. 54 nach Kolberg versetzt.
1904 nahm Ompteda als Führer des 2. Ostasiatischen Infanterie-Regiments an der Niederschlagung des Boxeraufstandes in China teil.
Zum Oberst befördert kehrte er 1906 nach Deutschland zurück und wurde zum Kommandeur des 8. Thüringischen Infanterie-Regiments Nr. 153 in Altenburg ernannt. Zum Generalmajor befördert wurde er 1909 zum Kommandeur der 55. Infanterie-Brigade in Karlsruhe ernannt. 1912 wurde er als Generalleutnant zur Disposition gestellt und zog in das einzige Haus der späteren Waldstraße nach Israelsdorf, wo er bis August 1914 seinen Lebensabend verbrachte und Vorsitzender der Ortsgruppe Lübeck des Pfadfinderkorps war.
Bei Ausbruch des Ersten Weltkriegs wurde Ompteda als z.D.-Offizier wiederverwendet und am 2. Oktober 1914 zum Kommandeur der 42. Reserve-Infanterie-Brigade ernannt. In der Schlacht von Noyon wurde er leicht, und in der Nähe von Bouziers abermals verwundet. An den erlittenen Verwundungen verstarb Ompteda am 15. Januar 1915.
In der Woche darauf wurde der Generalleutnant unter großer Anteilnahme in Lübeck eingeäschert. Ein Urnengrab lässt sich in Lübeck aber nicht nachweisen. Auf dem Lübecker Ehrenfriedhof steht das Ehrenmal für ihn und seinen gefallenen Sohn.

### Familie

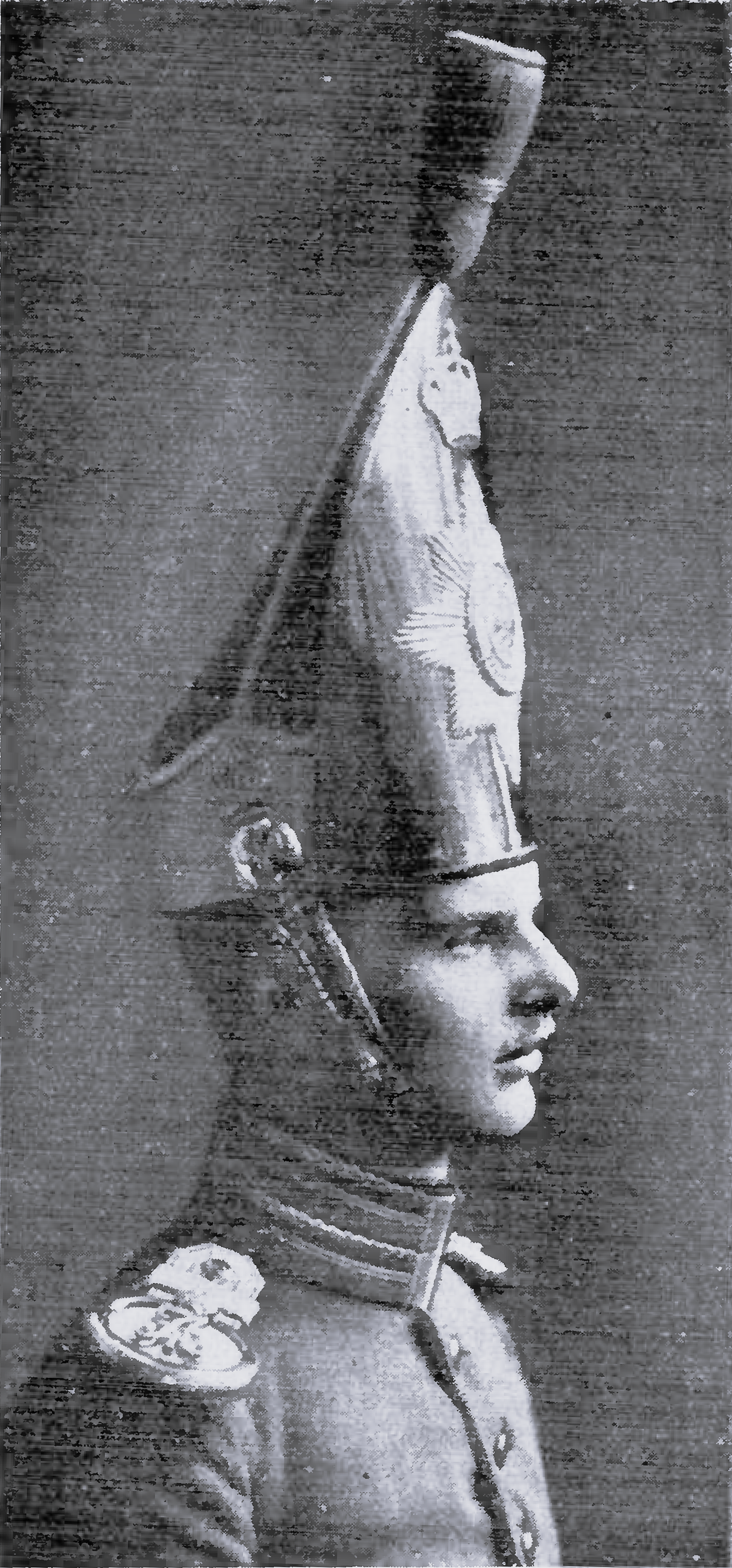

Kurz nach Omptedas Beförderung zum Premierleutnant heiratete Florence von Stieglitz. Sie war eine Tochter des australischen Pioniers Robert William von Stieglitz mit deutsch-irischen Wurzeln. Seine Gemahlin starb 1910 in Karlsruhe. 1912 heiratete er ihre jüngere Schwester Augusta von Stieglitz.
Robert, jüngster Sohn Omptedas, trat 1907 als Leutnant ins Kaiser Alexander Garde-Grenadier-Regiment Nr. 1 ein. Kurz vor Weihnachten 1914 wurde er zu Oberleutnant befördert. Gleich bei Ausbruch des Krieges rückte er mit seinem Regiment nach Frankreich. Im Oktober wurde er verwundet und erhielt das EK II und war in Israelsdorf zur Genesung. Zurück im Feld ging es als Kompanieführer Ende April in den Osten. Hier fiel er am 1. Mai 1915 in der Schlacht bei Tarnów.

## Auszeichnungen

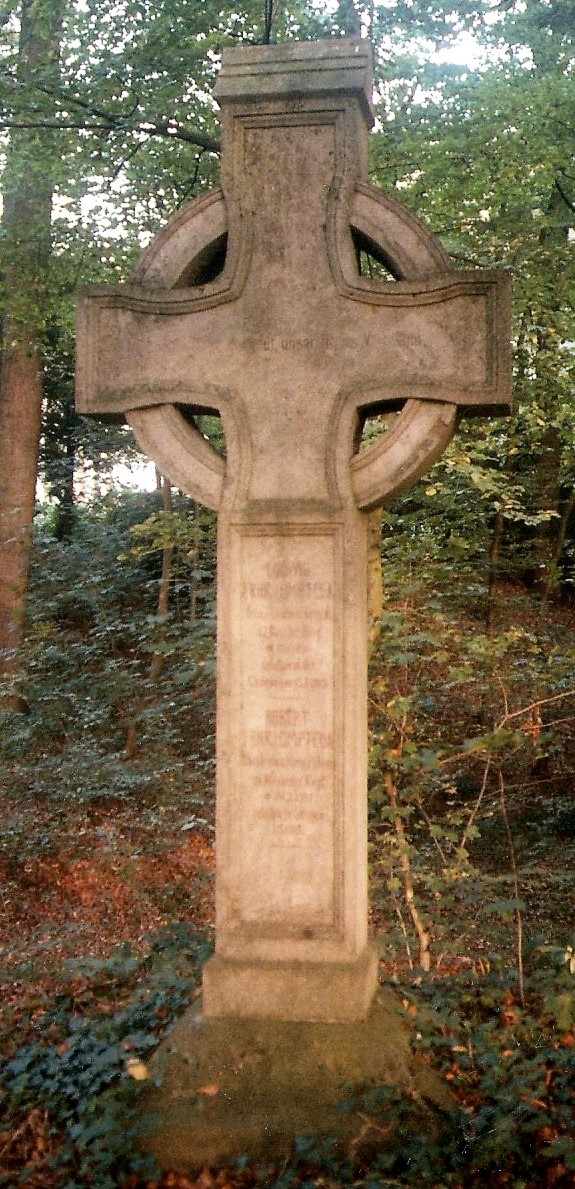
Omptedas Ehrenmal

- Roter Adlerorden II. Klasse mit Eichenlaub[4]
- Kronenorden II. Klasse[4]
- Preußisches Dienstauszeichnungskreuz[4]
- Ehrenkreuz des Greifenordens[4]
- Reußisches Ehrenkreuz I. Klasse[4]
- Komturkreuz II. Klasse des Albrechts-Ordens[4]
- Kommandeur des Hausordens vom Weißen Falken[4]
- Komtur I. Klasse des Herzoglich Sachsen-Ernestinischen Hausordens[4]
- Herzog-Ernst-Medaille[4]
- Orden vom Doppelten Drachen Zweiter Grad, II. Klasse[4]
- Russischer Orden der Heiligen Anna II. Klasse[4]
- Eisernes Kreuz (1914) II. und I. Klasse

## Schriften
- Ein hannoversch-englischer Offizier vor hundert Jahren. Christian Friedrich Wilhelm Freiherr von Ompteda, Oberst und Brigadier in der königlich Deutschen Legion. 26. November 1765 bis 18. Juni 1815. Hirzel. Leipzig 1892.